# Pterocerina pallidibasis
Pterocerina pallidibasis é uma espécie de mosca ulita ou do tipo foto-asa do gênero Pterocerina, da superfamília Tephritidae e da família Ulidiidae.
A espécie encontra-se distribuída na Guiana.
A Pterocerina pallidibasis foi descrita pela primeira vez em 1934, por Curran.